# Dietmar Mettlach
Dietmar Mettlach (* 1950 in Baumholder) ist ein deutscher Kirchenmusiker, Organist und Chorleiter.

## Leben
Von 1964 bis 1969 studierte Mettlach katholische Kirchenmusik am Institut für Kirchenmusik Mainz und hatte danach zwei Kantorenstellen im Bistum Trier inne.
Von 1980 bis 2010 war er Diozösankirchenmusikdirektor des Bistums Speyer und leitete in dieser Funktion das bischöfliche Amt für Kirchenmusik und das Bischöfliche Kirchenmusikalische Institut Speyer. Dietmar Mettlach gründete 1982 die Jugendkantorei der Diözese Speyer.
Ebenfalls 1980 übernahm er den Kirchenchor St. Jakobus in Schifferstadt, den er bis 2005 erfolgreich leitete. 5 Jahre später, 1985, rief er die „Pfälzischen Chortage für geistliche Musik“ ins Leben. Innerhalb dieser Konzertreihe führte Dietmar Mettlach mit dem Kirchenchor St. Jakobus, und später auch der Jungen Kantorei Schifferstadt, zahlreiche Werke (Verdi-Requiem, Marienvesper von Monteverdi, Johannes-Passion von Bach, Elias und Paulus von Mendelssohn-Bartholdy u. v. a.) auf.
1989 gründete er die Singschule St. Jakobus in Schifferstadt und deren Konzertchor „Junge Kantorei“, 1997 den Knabenchor der Jungen Kantorei.
Als Chorleiter, Organist und Liedbegleiter genießt er überregionales Renommee. Mit der Jungen Kantorei ging Mettlach auf Konzertreisen in Europa, in den USA und Japan. Unter seiner Leitung erfolgten außerdem CD-Einspielungen und Rundfunkaufnahmen der Kantorei.

## Diskografie
Aufnahmen mit der Jungen Kantorei, Leitung Dietmar Mettlach
- 1995: O santissimo – die Junge Kantorei, St. Jakobus, Schifferstadt singt europäische Weihnachtslieder
- 1996: Ave Maria – marianische Gesänge
- 1996: Der Herr ist mein Hirt – geistliche Musik aus dem Herz-Jesu-Kloster, Neustadt/Weinstrasse
- 1996: Ich freue mich auf die Blumen rot

Als Organist
- 1997: Panflöte und Orgel (mit Matthias Schlubeck, Panflöte)